# Ramón Torralbo
Ramón Torralbo Lanza, nacido en Cantabria en 1954, es un deportista español que practicó el voleibol y el atletismo (en las especialidades de triple salto y salto de altura), y después fue entrenador de atletas, entre las que destacan las saltadoras de altura Ruth Beitia (a la que entrenó durante 27 años) y la promesa Española Saleta Fernández.
Licenciado por el INEF, fue profesor de la Universidad de Cantabria.

## Biografía

### Como deportista
Torralbo comenzó en el deporte de niño, sobre los 11 años, cuando estaba en el instituto, compaginando el fútbol, el atletismo y el voleibol durante muchos años. Con el tempo se decantó por el atletismo y el voleibol, llegando a jugar cuatro temporadas en el equipo de Santander, el José María Pereda, de la División de Honor. Al acabar la liga de voleibol, hacia el mes de abril, empezaba en la pista, pero al final se decidió por el atletismo, en el que continúa en la actualidad como entrenador. Como atleta practicó sobre todo los saltos, consiguiendo unas marcas de 14,45 m en triple salto y de 2,01 m en salto de altura.
Al acabar el bachillerato estudió en la Escuela de Magisterio de Santander y en la Escuela Superior de Educación Física (ESEF), precedente del actual Instituto Nacional de Educación Física (INEF), y aprobó el "curso puente" para licenciarse por el INEF.

### Como entrenador
Hacia los 30 años comenzó como entrenador en las categorías de menores. Lo que lo animó a continuar en este camino fue el hecho de que algunos de los atletas que entenraba empezaron a tener buenos resultados, siempre en categorías menores; uno de sus primeros atletas fue José Antonio Beitia, hermano mayor de Ruth Beitia, que llegó a ser campeón de España júnior de salto de longitud, con un salto de 2 m; también tenía algún velocista y algún saltador de triple a su cargo. Su contacto con Ruth fue a través de su entrenador de aquella época, Diego Roig Hervas, cuando entrenaba a su hermano; curiosamente, Ramón entrenaba para triple salto al hijo del entrenador de Ruth. Cuando ella pasaba por donde estaban su hermano y Ramón, siempre le apetecía saltar, y hacía algunos saltos; lo sorprendente es que desde el primer momento lo hacía muy bien, era algo innato; además, tenía unas condiciones físicas muy adecuadas: era muy delgada y muy alta, longilínea, pero en aquella época lo adecuado era que "hiciera de todo" y llegó a ser campeona provincial de cross. De esta manera comenzó su relación con la olímpica Ruth Beitia, a la que entrenó durante 27 años, hasta la retirada de la atleta de las competiciones, cuando Ruth tenía 37 años, y el 18 de octubre de 2017 lo anunció debido a los problemas físicos derivados de la artritis reumatoide que padece.

### Trayectoria académica
Torralbo desarrolló una labor docente en la Facultad de Educación de la Universidad de Cantabria (UC), vinculado al área de Educación Física. Su actuación fue muy importante en la formación de maestros especialistas en esta disciplina.

### Otras actividades
Fuera del ámbito académico Ramón Torralbo dirigió la Escuela Municipal de Atletismo del Ayuntamiento de Santander, y es miembro del comité técnico de la Real Federación Española de Atletismo. Deportista y formador de deportistas, es entrenador nacional de voleibol y de atletismo. Director deportivo de atletas de primeir nivel, destaca la atleta cántabra Ruth Beitia. También dirige a deportistas como David Bolado, campeón de España absoluto de salto de altura y a la atleta española Saleta Fernández, campeona júnior de salto de altura en 2016.

## Reconocimientos y distinciones
El 27 de enero de 2017 la Universidad de Cantabria, en la festividad de su patrón, Santo Tomás de Aquino, en el Paraninfo, celebró un solemne acto académico, presidido por el rector de la UC y al que asistieron las primeras autoridades académicas, locales y regionales, encabezadas por el presidente del Gobierno de Cantabria, Miguel Ángel Revilla y, entre otros reconocimientos, se entregó la Medalla de plata de a Universidad a Ramón Torralbo Lanza. En la decisión de conceder esta Medalla al profesor Ramón Torralbo se tuvieron en cuenta fundamentalmente dos aspectos: la trayectoria académica y la notoriedad en el ámbito deportivo nacional e internacional.
El 28 de septiembre de 2017, el Ayuntamiento de Santander distinguió a Ramón Torralbo, exdirector de la Escuela Municipal de Atletismo y entrenador de la atleta Ruth Beitia, con el galardón "Una vida dedicada al deporte", en un homenaje celebrado en el marco de la V Gala del Deporte Base de Santander, que tuvo lugar en el Palacio de Exposiciones de la ciudad.